# قائمة الأعلام الليبية
هذه هي قائمة الأعلام الليبية. لمزيد من المعلومات حول العلم الوطني، انظر لمقالة علم ليبيا.

## العلم الوطني
| علَم | تاريخ         | يستخدم              | وصف |
| --- | ------------- | ------------------- | --- |
|     | 2011–حتى الآن | العلم الوطني لليبيا | شريط ثلاثي أفقي من الأحمر والأسود (عرض مزدوج) والأخضر؛ وشريط أسود يتوسطه هلال أبيض ونجمة خماسية الرؤوس. |

## الأعلام العسكرية
| علَم  | تاريخ           | يستخدم                          | وصف                                                                                    |
| حاضِر | حاضِر            | حاضِر                            | حاضِر                                                                                   |
| ---- | --------------- | ------------------------------- | -------------------------------------------------------------------------------------- |
|      | 2011–حتى الآن   | علم البحرية الليبية             | خلفية زرقاء فاتحة مع العلم الليبي على اليسار وشعار مرساة بيضاء عمودية.                 |
|      | 2014 – حتى الآن | علم الجيش الوطني الليبي         | خلفية حمراء مع الشعار الذهبي في الوسط.                                                 |
|      | 2011–حتى الآن   | علم الجيش الليبي                | خلفية حمراء مع الشعار في الوسط.                                                        |
|      | 2011–حتى الآن   | علم البحرية الليبية             | خلفية زرقاء مع الشعار في الوسط.                                                        |
|      | 2011–حتى الآن   | علم القوات الجوية الليبية       | خلفية زرقاء سماوية مع الشعار في الوسط.                                                 |
|      |                 | علم قوات الدفاع الجوي الليبي    | حقل مقسم قطريًا. المثلث العلوي أزرق والمثلث السفلي بني اللون مع وجود الشعار في المنتصف. |
|      | 2014 – حتى الآن | علم الجيش الوطني الليبي (متغير) | راية بيضاء مع الشعار في الوسط.                                                         |
| سابق |                 |                                 |                                                                                        |
|      | 1977–2011       | علم البحرية الليبية             | خلفية زرقاء فاتحة مع العلم الأخضر الليبي على اليسار و مرساة بيضاء عمودية.              |

## الأعلام التاريخية

### استقلال
| علَم | تاريخ     | يستخدم                                                   | وصف |
| --- | --------- | -------------------------------------------------------- | --- |
|     | 1977–2011 | علم الجماهيرية العربية الليبية الشعبية الاشتراكية العظمى | علم أخضر عادي – يمثل اللون العقيدة الإسلامية والزراعية في البلاد .                                                 |
|     | 1974      | علم الجمهورية العربية الإسلامية                          | علم ثلاثي الألوان أفقي من الأحمر والأبيض والأسود مع هلال أحمر ونجمة خماسية الرؤوس في الوسط.                        |
|     | 1972–1977 | علم اتحاد الجمهوريات العربية                             | علم ثلاثي الألوان أفقي من الأحمر والأبيض والأسود مع نسر ذهبي في المنتصف.                                           |
|     | 1969–1972 | علم الجمهورية العربية الليبية                            | علم ثلاثي الألوان أفقي من الأحمر والأبيض والأسود.                                                                  |
|     | 1951–1969 | علم المملكة الليبية                                      | شريط ثلاثي أفقي من الأحمر والأسود (عرض مزدوج) والأخضر؛ مشحون بهلال أبيض ونجمة خماسية الرؤوس في مركز الشريط الأسود. |

### فزان
| علَم | تاريخ     | يستخدم                          | وصف                                           |
| --- | --------- | ------------------------------- | --------------------------------------------- |
|     | 1949–1951 | علم المنطقة العسكرية فزان-غدامس | حقل أحمر به هلال أبيض ونجمة شفافة ذات 5 رؤوس. |

### إمارة برقة
| علَم | تاريخ     | يستخدم         | وصف                                          |
| --- | --------- | -------------- | -------------------------------------------- |
|     | 1949–1951 | علم إمارة برقة | راية سوداء مع هلال أبيض ونجمة خماسية الرؤوس. |

## الأعلام العرقية
| علَم | تاريخ | يستخدم     | وصف                                                                   |
| --- | ----- | ---------- | --------------------------------------------------------------------- |
|     |       | علم التبو  |                                                                       |
|     |       | علم البربر | ثلاثة ألوان من الأزرق والأخضر والأصفر مع تيفيناغ بربري أحمر في الوسط. |